# Leucanitis sibirica
Leucanitis sibirica là một loài bướm đêm trong họ Noctuidae.